# Santiago Reyes
Santiago Reyes Mcallister (Bogotá, Colombia, 20 de marzo de 1983) es un actor colombiano de cine, teatro y televisión, conocido por interpretar el papel de «Frito» en la popular serie de televisión El man es Germán.

## Carrera
Reyes estudió arte dramático en la Casa del Teatro Nacional en la ciudad de Bogotá, desempeñándose inicialmente en producciones teatrales.
A finales de la década de 2000 empezó a registrar apariciones en el cine y la televisión de Colombia, interpretando a Julio en la película La milagrosa (2008) y a «Frito» en la serie Las detectivas y el Víctor. Un año después interpretó al mismo personaje en la serie El man es Germán, producción de gran repercusión en la televisión colombiana.
En la década de 2010 participó en producciones para televisión como Comando élite (2013), La viuda negra (2014) y la cuarta temporada de El man es Germán (2019), además de protagonizar la película de Jaime Escallón Buraglia El cartel de la papa (2015). Luego del estreno de la cuarta temporada de El man es Germán, su popularidad ha venido en aumento.

## Filmografía

### Televisión
| Año       | Título                     | Personaje              | Canal          |
| --------- | -------------------------- | ---------------------- | -------------- |
| 2019      | El man es Germán           | Cristian Rojas "Frito" | RCN Televisión |
| 2016      | Todo es prestao            | Arturo upegi           | RCN Televisión |
| 2014      | Melones & Pepinos          | John Jairo Velásquez   |                |
| 2014      | La viuda negra             | Joven Killer           | UniMas         |
| 2013      | Comando elite              | Agente Alexander Cruz  | RCN Televisión |
| 2010-2012 | El man es Germán           | Cristian Rojas "Frito" | RCN Televisión |
| 2009-2010 | Las detectivas y el Víctor | Cristian Rojas "Frito" | RCN Televisión |

### Cine
- 2017 - Los Oriyinales ... El niño divinamente
- 2015 - El cartel de la papa ... Felipe Zipacón
- 2008 - La milagrosa ... Julio